# Titularbistum Tuscania
Tuscania ist ein Titularbistum der römisch-katholischen Kirche.
Es geht zurück auf einen Bischofssitz in der Stadt Tuscania, die sich in der italienischen Region Latium befindet.
| Titularbischöfe von Tuscania |                                                                    | |                   |                  |
| Nr.                          | Name                                                               | Amt | von               | bis              |
| 1                            | Andrea Cordero Lanza di Montezemolo Titularerzbischof pro hac vice | Apostolischer Nuntius Apostolischer Delegat Erzpriester der Patriarchalbasilika Sankt Paul vor den Mauern | 13. April 1991    | 24. März 2006    |
| 2                            | Aníbal Nieto Guerra OCD                                            | Weihbischof in Guayaquil (Ecuador)                                                                        | 10. Juni 2006     | 4. November 2009 |
| 3                            | Giorgio Lingua Titularerzbischof pro hac vice                      | Apostolischer Nuntius                                                                                     | 4. September 2010 |                  |